# Kontakt
Kontakt（コンタクト）は、ネイティヴ・インストゥルメンツが開発した、ソフトウェアサンプラーである。

## 概要
2002年、ドイツのNative Instruments社によって開発・販売され、以来バージョンアップを続けているソフトウェア・サンプラーである。現行製品はKontakt 6。大容量ファクトリー・ライブラリーを備え、Native Instrumentsとして多数のサンプル・ライブラリーを提供する他、サード・パーティーからも数千種という多くのサンプル・ライブラリーが販売され、ソフトウェア・サンプラーとして代表的な存在となっている。また、自分でサンプル・プログラムを作成することも可能である(Kontakt Playerでは不可能)。Macintosh及びWindowsでスタンドアロンとして動作する他、代表的なDAWにおいてプラグインとして動作する。64ビット動作に対応している。

## 歴史
2002年、KONTAKT最初のリリース。同時発音数256音、16パートマルチティンバー、1ノートあたり最大128レイヤー、テンポ同期のLFO、エンベロープジェネレーター、1サンプル当たり最大8つのループポイント、17種類のフィルタータイプ、多数のエフェクト、スタンドアローンモードでは32の仮想オーディオ出力、標準で3GBを超えるサウンドサンプルの付属など、高品質、多機能、なソフトウエアサンプラーとしてリリースされる。プラグインとしてはDirectX、DirectConnect、VST、MASに対応。
2003年、KONTAKT 1.2リリース。サウンドサンプルをハードディスクから直接再生するDFDモードに対応、より大きなサンプルサイズを扱うことができるようになった。その他、リリーストリガーに対応、単一ノートナンバーに複数のサンプルを割り当てるサンプルグループなどに対応し、表現力が向上、他。
2005年、KONTAKT 2リリース。CPU、RAMへの負荷の軽減、マルチプロセッサマシンでの処理改善などパフォーマンスの向上、サウンドバンクの読み込み時間の短縮、他社製のサンプルフォーマットとの互換性向上、サンプルの音程を移調したときに発生するアーチファクトを除去し、高音質化を図るHQI(高音質補完)モードの搭載、リミッター、コンプレサーなど、複数の新エフェクトの搭載、サンプルプログラム内で複雑な処理を行うためのスクリプト言語KSPの搭載、他。
2008年、KONTAKT 3リリース。GUIの改善、サウンド毎に固有の重要なパラメータをグループ化したディスプレイ(パフォーマンスビュー)の追加、新しいフィルター、アンプ、スピーカーのシミュレーション、コンボリューションリバーブなど複数の新エフェクト、オーケストラ、ワールド、ヴィンテージ、バンド、シンセ、アーバンビートなど幅広いジャンルで多数のサンプルバンクをファクトリープリセットとして追加、他。
2009年、KONTAKT 3.5リリース。64bitOSに対応、64ビットメモリアドレッシングへの最適化、マルチコアプロセッサ、マルチプロセッサシステムに最適化、MIDIラーン機能の搭載、他。
2010年、KONTAKT 4リリース。GUIの改善、サンプルグループ単位で様々な処理委が行えるAET(Authentic Expression Technology)の搭載、FFTフィルタを使用し、複数サンプルをモーフィングする、ベロシティモーフィング、アーティキュレーションモーフィングの搭載、プリセットブラウザーの再設計、10GBに及ぶ新たなサンプルライブラリを加え、43GBを超えるファクトリープリセット、他。
2012年、KONTAKT 5リリース。多数のフィルタータイプの追加、サンプラーエンジンを再設計し音質の向上や複数のアルゴリズムへの対応、各種エフェクトの追加、単一ノートでターン、ループ、グルーブ再生など、複雑な処理をするインストゥルメント作成が可能になるMIDIファイルプレイヤーの搭載、音声を複雑にルーティングできる16バスのミキサーシステム、AAX形式のプラグインに対応。16種類のクラシックなシンセサイザーとキーボードのサウンドをサンプリングしたRETRO MACHINES MK2をファクトリープリセットに追加。他。
2018年、KONTAKT6リリース。新たに搭載されたウェーブテーブル・エンジンを活用したPlay Series instruments(3種)がファクトリーライブラリとして追加。Delay、Reverb、Wahを含む5種のエフェクトを追加。CREATOR TOOLSと呼ばれるライブラリやインストゥルメント開発のワークフローを向上させるスタンドアローンアプリケーション2種を同梱し、ユーザーのオリジナルプリセットを作りをサポート。他。
2021年、KONTAKT6.6リリース。VST3形式に対応し、CreatorToolとの連携を強化。また、このバージョンより32bitVST2形式は提供されなくなった。
2022年、KONTAKT7.0リリース。新しいGUI、HiDPI Brouserの採用。また、7ではPlayer非対応のライブラリをLibraryブラウザに追加できるものの、6以前の様なブラウザが用意されておらず、使用できるまでの工程は増えている。

## ファクトリー・ライブラリー
Kontakt4の時点で、43GBという大容量のファクトリー・サンプル・ライブラリーが付属している。この内容は大きくBand、Choir、Orchestral、Synth、Urban Beats、Vintage、Worldと分類されていて、クラシックから映画音楽、ロック、ポップス、ジャズ、テクノ、ワールドミュージックなど広範に対応している。Kontakt5では同じ内容のファクトリー・ライブラリーに加え、新たにRetro Machines MK2が、KONTAKT6ではウェーブテーブル・エンジンを活用した3種のPlay Series instrumentsが無償ライブラリーとして提供され、総容量は55GBを超えた。

## KONTAKT PLAYER
KONTAKT PLAYER（コンタクト・プレイヤー）は、KONTAKTの簡易版であり、無償提供もしくはREAKTOR PLAYERやGUITAR RIG PLAYERとともにKOMPLETE ELEMENTSとして販売されるほか、市販されているKONTAKT対応ライブラリ（一部を除く）のプレイバック用として添付される。現行製品はKONTAKT PLAYER 5。
当初はライブラリに紐付けられた形（ライブラリごとにユーザーインターフェイスが異なるなど）で添付されていたが、2以降は他のライブラリも使えるようになった。3以降、KONTAKTの体験版も兼ねて無償提供された。KONTAKTの体験版として使う場合は30分の使用制限があるが、KONTAKT PLAYER（2以降）の添付されているライブラリは無制限に使用できる。

### サウンド・ライブラリー
追加できるサウンド・ライブラリーとして、Native Instrumentsの他、サード・パーティからも数多くのものが発売されている。
以下に、主なものを上げる。
- キーボード
  - Alicia's Keys (Native Instruments)
  - Galaxy II Grand Piano / KP4 (Best Service)

- ギター／ベース
  - Scarbee MM Bass Amped (Native Instruments)
  - Scarbee Rickenbacker Bass (Native Instruments)
  - ELECTRI6ITY (VIR2)
  - ACOUSTIC LEGENDS HD (VIR2)
  - Chris Hein Bass (Best Service)

- ドラム／パーカッション
  - Abbey Road Drummer シリーズ (Native Instruments)
  - Heavyocity Damage (Native Instruments)

- ホーンセクション（ポップス向け管楽器等）
  - Session Horns (Native Instruments)
  - Chris Hein Horns Compact (Best Servise)
  - Chris Hein Horn Pro Complete (Best Servise)
  - First Call Horns (Big Fish Audio)

- オーケストラ楽器
  - London Solo Strings （Big Fish Audio）
  - Cinematic Strings 2 (Cinematic Strings)
  - Symphobia
  - Symphobia 2
  - Orchestral Brass Classic (Project SAM)
  - Orchestral Essentials (Project SAM)
  - Session Strings (Native Instruments)
  - Session Strings Pro (Native Instruments)